# Dusty Hill
Joe Michael «Dusty» Hill (Dallas, 19 de mayo de 1949-Houston, 28 de julio de 2021) fue un músico estadounidense, reconocido por haber sido bajista y vocalista del grupo de rock ZZ Top.

## Biografía

### Primeros años
Hill nació en Dallas, Texas. Se crio junto con su hermano Rocky Hill (también músico) en el vecindario de Lakewood, en East Dallas, y cursó estudios en la secundaria de Woodrow Wilson, donde empezó a interesarse por la música rock y aprendió a tocar el violonchelo.

### Carrera
Junto con su hermano y el baterista Frank Beard (futuro miembro de ZZ Top) tocó en bandas locales como The Warlocks, The Cellar Dwellers y The American Blues en su etapa estudiantil. Con esta última agrupación tocó entre 1966 y 1968 en el circuito de clubes de Dallas, Fort Worth y Houston.
En 1968 la banda se mudó a Houston. Sin embargo, durante ese periodo, Rocky Hill pretendía que su sonido se orientara más al blues, mientras que Dusty deseaba seguir experimentando con el rock. Esto ocasionó la salida de Rocky y la búsqueda de Dusty y Beard de un nuevo músico para reemplazarlo. El elegido fue Billy Gibbons, quien era el guitarrista de la banda de rock psicodélico Moving Sidewalks. Esa formación se convirtió en ZZ Top, banda que perduró con sus músicos originales hasta el fallecimiento de Hill en 2021. Como miembro de la agrupación, fue incluido en el Salón de la Fama del Rock and Roll en 2004.

### Apariciones en otros medios
Hill apareció en producciones como Back to the Future Part III, Mother Goose Rock 'n' Rhyme, WWE Raw y Deadwood. En el episodio «Hank Gets Dusted» de la serie animada King of the Hill, Dusty fue representado como primo del protagonista Hank Hill. También apareció en un episodio de la serie The Drew Carey Show, en una audición para un puesto en la banda de Drew, aunque es rechazado debido a su apego a su característica barba.

### Problemas de salud y fallecimiento
En 2000 fue diagnosticado con hepatitis C, por lo que ZZ Top tuvo que cancelar su gira europea y reprogramarla para 2002. En julio de 2021, la banda tocó sus primeros conciertos sin Hill en más de cincuenta años de carrera, explicando en un comunicado que se había visto obligado a buscar atención médica para tratar un problema de cadera. Elwood Francis, técnico de guitarra de la banda durante muchos años, lo sustituyó como bajista, pasando a ser miembro oficial tras la muerte de Hill tal como él lo pidió como último deseo.
Hill falleció mientras dormía el 28 de julio de 2021 en su hogar de Houston, a los setenta y dos años. Su deceso fue anunciado por sus compañeros en ZZ Top, Frank Beard y Billy Gibbons.

## Discografía

### Con American Blues
- American Blues
- American Blues 'Is Here' (1968)
- Do Their Thing (1969)

### Con ZZ Top
- ZZ Top's First Album (1971)
- Rio Grande Mud (1972)
- Tres Hombres (1973)
- Fandango! (1975)
- Tejas (1977)
- Degüello (1979)
- El Loco (1981)
- Eliminator (1983)
- Afterburner (1985)
- Recycler (1990)
- Antenna (1994)
- Rhythmeen (1996)
- XXX (1999)
- Mescalero (2003)
- La Futura (2012)